# Daglilje
Daglilje (Hemerocallis) er en stor plantegruppe, som vokser vildt i Østasien. Her nævnes kun de arter og hybrider, der dyrkes i Danmark.
| Arter |

- Citrongul daglilje (en) (Hemerocallis citrina)
- Gul daglilje (en) (Hemerocallis lilioasphodelus)
- Gulbrun daglilje (en) (Hemerocallis fulva)
- Orangerød daglilje (Hemerocallis aurantiaca)

| Hybrider |

- Hemerocallis x hybrida